# Грушецька вулиця
Груше́цька ву́лиця — вулиця в Солом'янському районі міста Києва, місцевість Грушки. Пролягає від Берестейського проспекту до Машинобудівної вулиці. 
Прилучається вулиця Олекси Тихого. В середній частині переривається залізничними коліями і не має наскрізного автомобільного проїзду.

## Історія
Вулиця виникла у середині XX століття під назвою Нова, у 1955 році набула назву Чугуївська. 1963 року отримала назву вулиця Полковника Шутова, на честь двічі Героя Радянського Союзу Степана Шутова.
Сучасна назва, що походить від назви історичної місцевості Грушки — з 2023 року.

## Установи та заклади
- Солом'янський районний суд міста Києва (буд. № 1)
- Солом'янське РУ ГУ МВС України в м. Києві (буд. № 3)
- Київське центральне конструкторське бюро арматуробудування (буд. № 9)
- Київське вище професійне поліграфічне училище (буд. № 13)
- Гуртожитки №№ 3, 4, 5, 6 Національного медичного університету ім. О. О. Богомольця (буд. №№ 14, 14-А, 14-Б, 14-В)
- Завод «Аналітприлад» (буд. № 16)

## Зображення

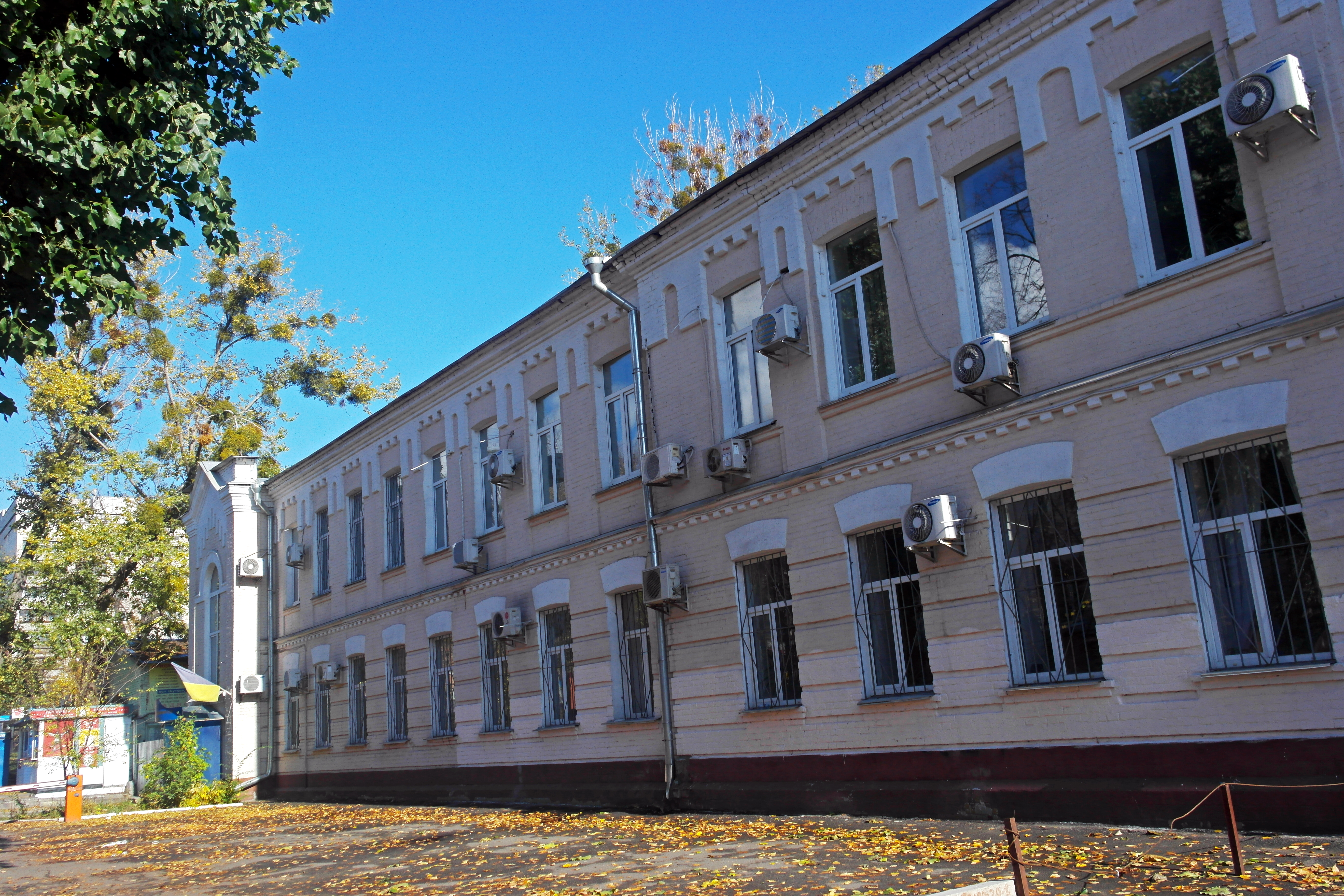
Колишні казарми, нині Солом'янський районний суд міста Києва (буд. № 1)
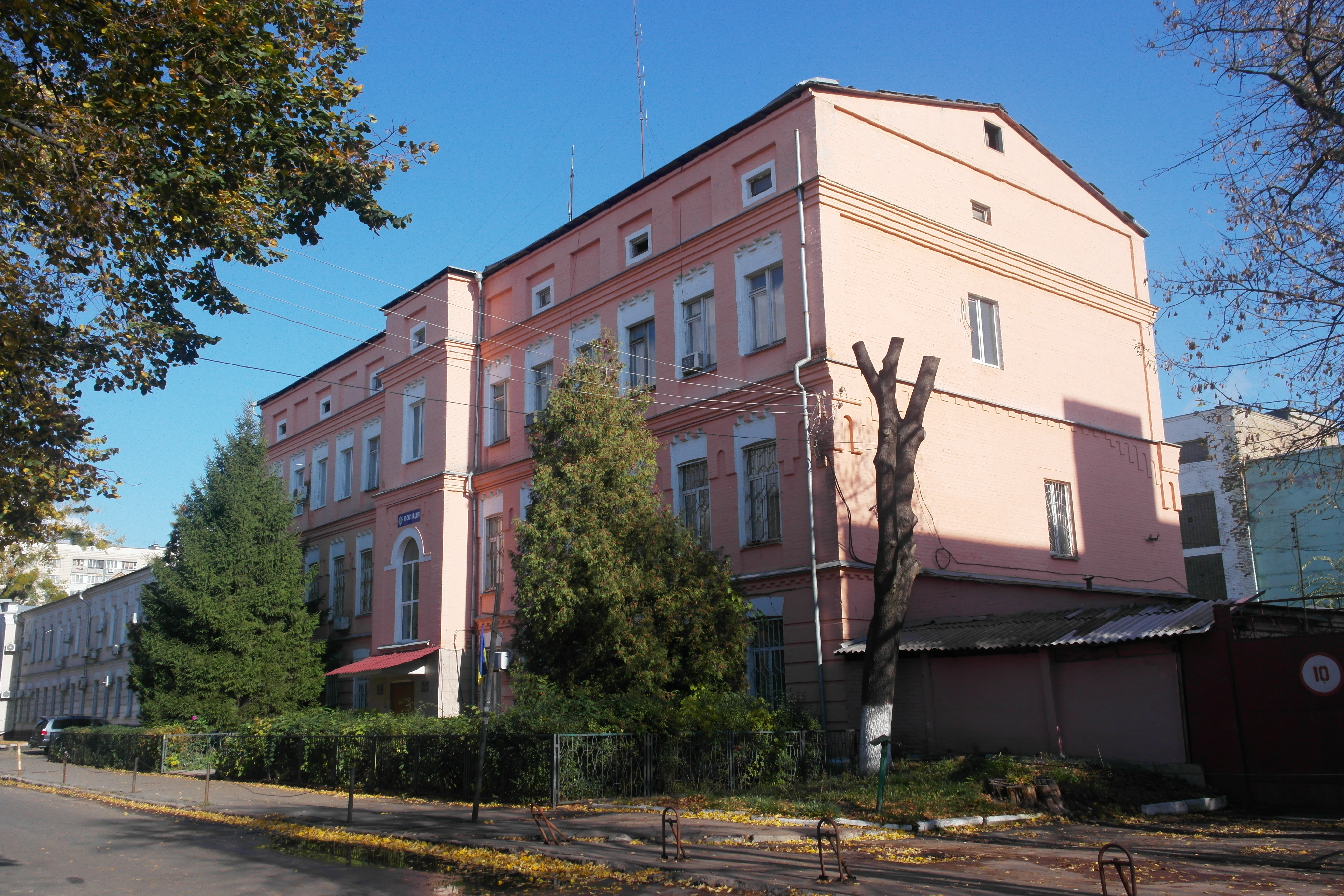
Колишні казарми, нині Солом'янське РУ ГУ МВС України в м. Києві (буд. № 3)
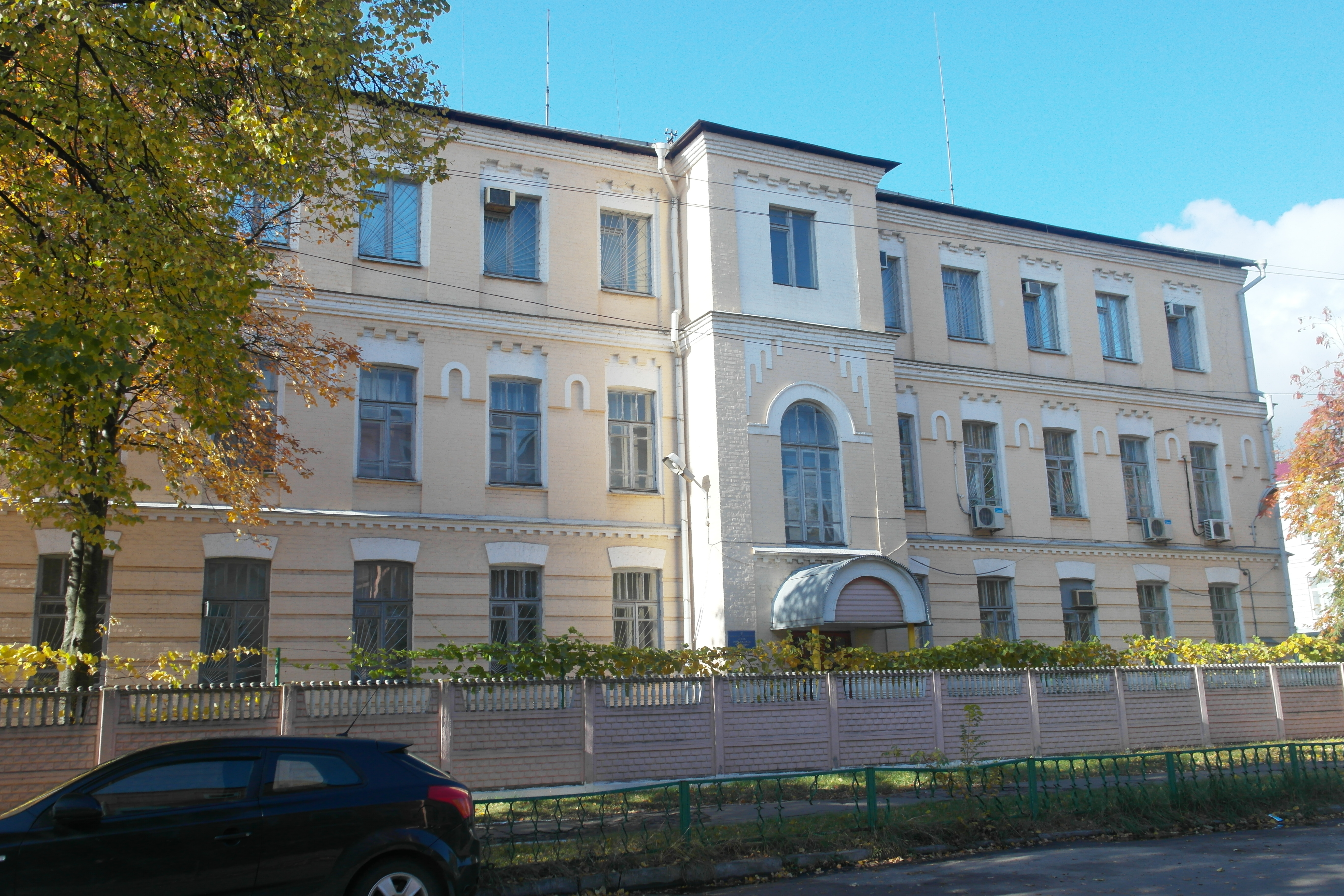
Колишні казарми (буд. № 4)